# Coppa Continentale (hockey su pista)
La Coppa Continentale (Continental Cup in lingua inglese), nota fino al 1997 come Supercoppa d'Europa, è una competizione europea di hockey su pista istituita nel 1980 e riservata alle squadre di club e che vede in palio un trofeo conteso annualmente tra le squadre finaliste rispettivamente dell'Eurolega e della Coppa WSE. 
Il torneo nel tempo ha assunto queste denominazioni:
- 1980–1997: Supercoppa d'Europa
- dal 1998: Coppa Continentale.

## Formula del torneo

### Criteri di qualificazione
Alla competizione partecipano 4 club e più precisamente:
- il club detentore dell'Eurolega nella stagione precedente;
- il club finalista dell'Eurolega nella stagione precedente;
- il club detentore della Coppa WSE nella stagione precedente;
- il club finalista della Coppa WSE nella stagione precedente;

### La formula attuale
La formula, in vigore dall'edizione 2017-2018, è quella della Final Four ad eliminazione diretta tra le quattro squadre partecipanti.

## Albo d'oro e statistiche

### Albo d'oro
| Edizione        | Campione               | Finalista              | Finale                 | Finale                                |
| Edizione        | Campione               | Finalista              | Punteggio              | Sede                                  |
| 1980-1981 (1ª)  | Barcellona             | AFP Giovinazzo         | 9-4                    | Barcellona                            |
| 1981-1982 (2ª)  | Barcellona             | Sporting CP            | 6-2 ● 12-1             | Lisbona ● Barcellona                  |
| 1982-1983 (3ª)  | Barcellona             | Porto                  | 3-2 ● 7-1              | Porto ● Barcellona                    |
| 1983-1984 (4ª)  | Barcellona             | Porto                  | 3-4 ● 11-5             | Porto ● Barcellona                    |
| 1984-1985 (5ª)  | Barcellona             | Reus Deportiu          | 2-1 ● 10-1             | Reus ● Barcellona                     |
| 1985-1986 (6ª)  | Barcellona             | Sporting CP            | 9-0 ● 5-3              | Lisbona ● Barcellona                  |
| 1986-1987 (7ª)  | Porto                  | Sanjoanense            | 9-3 ● 3-4              | São João da Madeira ● Porto           |
| 1987-1988 (8ª)  | Liceo La Coruña        | Barcellona             | 4-4 ● 4-1              | Barcellona ● La Coruña                |
| 1988-1989 (9ª)  | Liceo La Coruña        | Noia                   | 2-4 ● 9-4              | Sant Sadurní d'Anoia ● La Coruña      |
| 1989-1990 (10ª) | Noia                   | Roller Monza           | 2-3 ● 3-2 (7-3 dtr)    | Monza ● Sant Sadurní d'Anoia          |
| 1990-1991 (11ª) | Liceo La Coruña        | Porto                  | 6-4 ● 3-2              | La Coruña ● Porto                     |
| 1991-1992 (12ª) | Barcelos               | Sporting CP            | 5-3 ● 11-2             | Lisbona ● Barcelos                    |
| 1992-1993 (13ª) | Liceo La Coruña        | Roller Monza           | 9-6 ● 6-4              | La Coruña ● Sesto San Giovanni        |
| 1993-1994 (14ª) | Igualada               | Barcelos               | 4-1 ● 3-3              | Igualada ● Barcelos                   |
| 1994-1995 (15ª) | Igualada               | Amatori Lodi           | 1-1 ● 5-0              | Lodi ● Igualada                       |
| 1995-1996 (16ª) | Igualada               | Roller Monza           | 1-2 ● 3-2 (1-0 dtr)    | Milano ● Igualada                     |
| 1996-1997       | Edizione non disputata | Edizione non disputata | Edizione non disputata | Edizione non disputata                |
| 1997-1998 (17ª) | Barcellona             | Oliveirense            | 6-1 ● 8-1              | Oliveira de Azeméis ● Barcellona      |
| 1998-1999 (18ª) | Igualada               | Noia                   | 2-4 ● 4-1              | Sant Sadurní d'Anoia ● Igualada       |
| 1999-2000 (19ª) | Igualada               | Liceo La Coruña        | 7-3 ● 1-4              | Igualada ● La Coruña                  |
| 2000-2001 (20ª) | Barcellona             | Paço de Arcos          | 2-1 ● 7-1              | Paço de Arcos ● Barcellona            |
| 2001-2002 (21ª) | Barcellona             | Vic                    | 6-6 ● 12-3             | Vic ● Barcellona                      |
| 2002-2003 (22ª) | Barcellona             | Voltregà               | 4-4 ● 8-1              | Sant Hipòlit de Voltregà ● Barcellona |
| 2003-2004 (23ª) | Liceo La Coruña        | Reus Deportiu          | 2-1 ● 3-1              | Reus ● La Coruña                      |
| 2004-2005 (24ª) | Barcellona             | Reus Deportiu          | 1-1 ● 6-2              | Reus ● Barcellona                     |
| 2005-2006 (25ª) | Barcellona             | Follonica              | 4-0 ● 4-7              | Barcellona ● Follonica                |
| 2006-2007 (26ª) | Barcellona             | Follonica              | 7-1 ● 0-2              | Barcellona ● Follonica                |
| 2007-2008 (27ª) | Barcellona             | Vilanova               | 5-0                    | Dinan                                 |
| 2008-2009 (28ª) | Barcellona             | Tenerife               | 3-1                    | Pamplona                              |
| 2009-2010 (29ª) | Reus Deportiu          | Mataró                 | 4-1                    | Sant Sadurní d'Anoia                  |
| 2010-2011 (30ª) | Barcellona             | Liceo La Coruña        | 7-2                    | Bilbao                                |
| 2011-2012 (31ª) | Benfica                | Liceo La Coruña        | 10-0 (a tavolino)      | Viana do Castelo                      |
| 2012-2013 (32ª) | Liceo La Coruña        | Bassano                | 5-1 ● 2-6 (dtr)        | La Coruña ● Bassano del Grappa        |
| 2013-2014 (33ª) | Benfica                | Vendrell               | 5-3 ● 5-0              | El Vendrell ● Lisbona                 |
| 2014-2015 (34ª) | Noia                   | Barcellona             | 0-0 ● 3-3 (3-2 dtr)    | Sant Sadurní d'Anoia ● Barcellona     |
| 2015-2016 (35ª) | Barcellona             | Sporting CP            | 2-2 ● 5-1              | Lisbona ● Barcellona                  |
| 2016-2017 (36ª) | Benfica                | Barcelos               | 4-5 ● 9-2              | Barcelos ● Lisbona                    |
| 2017-2018 (37ª) | Oliveirense            | Reus Deportiu          | 7-4                    | Viareggio                             |
| 2018-2019 (38ª) | Barcellona             | Porto                  | 3-3 (3-2 dtr)          | Barcelos                              |
| 2019-2020 (39ª) | Sporting CP            | Porto                  | 3-2                    | Lisbona                               |
| 2020-2021       | Edizione non disputata | Edizione non disputata | Edizione non disputata | Edizione non disputata                |
| 2021-2022 (40ª) | Sporting CP            | Lleida                 | 3-1                    | Lleida                                |
| 2022-2023 (41ª) | Valongo                | Trissino               | 2-1                    | Follonica                             |
| 2023-2024 (42ª) | Porto                  | Voltregà               | 5-3                    | Sant Hipòlit de Voltregà              |
| 2024-2025 (43ª) | Oliveirense            | Sporting CP            | 4-2                    | Oliveira de Azeméis                   |

### Edizioni vinte e perse per squadra
| Squadra         | Vittorie | Secondi posti | Anni vittorie                                                                                             | Anni secondi posti           |
| --------------- | -------- | ------------- | --- | ---------------------------- |
| Barcellona      | 18       | 2             | 1980, 1981, 1982, 1983, 1984, 1985, 1997, 2000, 2001, 2002 2004, 2005, 2006, 2007, 2008, 2010, 2015, 2018 | 1987, 2014                   |
| Liceo La Coruña | 6        | 3             | 1987, 1988, 1990, 1992, 2003, 2012                                                                        | 1999, 2010, 2011             |
| Igualada        | 5        | 0             | 1993, 1994, 1995, 1998, 1999                                                                              |                              |
| Benfica         | 3        | 0             | 2011, 2013, 2016                                                                                          |                              |
| Porto           | 2        | 5             | 1986, 2023                                                                                                | 1982, 1983, 1990, 2018, 2019 |
| Sporting CP     | 2        | 5             | 2019, 2021                                                                                                | 1981, 1985, 1991, 2015, 2024 |
| Noia            | 2        | 2             | 1989, 2014                                                                                                | 1988, 1998                   |
| Oliveirense     | 2        | 1             | 2017, 2024                                                                                                | 1997                         |
| Reus Deportiu   | 1        | 4             | 2009 | 1984, 2003, 2004, 2017       |
| Barcelos        | 1        | 2             | 1991 | 1993, 2016                   |
| Valongo         | 1        | 0             | 2022 |                              |
| Roller Monza    | 0        | 3             | | 1989, 1992, 1995             |
| Follonica       | 0        | 2             | | 2005, 2006                   |
| Lleida          | 0        | 2             | | 2019, 2021                   |
| Voltregà        | 0        | 2             | | 2002, 2023                   |
| AFP Giovinazzo  | 0        | 1             | | 1980                         |
| Sanjoanense     | 0        | 1             | | 1986                         |
| Amatori Lodi    | 0        | 1             | | 1994                         |
| Paço de Arcos   | 0        | 1             | | 2000                         |
| Vic             | 0        | 1             | | 2001                         |
| Vilanova        | 0        | 1             | | 2007                         |
| Tenerife        | 0        | 1             | | 2008                         |
| Mataró          | 0        | 1             | | 2009                         |
| Bassano         | 0        | 1             | | 2012                         |
| Vendrell        | 0        | 1             | | 2013                         |
| Trissino        | 0        | 1             | | 2022                         |

### Edizioni vinte e perse per nazione
| Nazione    | Vittorie | Secondi posti | Squadre vincitrici                                                            | Secondi posti |
| ---------- | -------- | ------------- | ----------------------------------------------------------------------------- | --- |
| Spagna     | 32       | 20            | Barcellona (18) Liceo La Coruña (6) Igualada (5) Noia (2) Reus Deportiu (1)   | Reus Deportiu (4) Liceo La Coruña (3) Barcellona (2) Lleida (2) Noia (2) Voltregà (2) Mataró (1) Tenerife (1) Vendrell (1) Vic (1) Vilanova (1) |
| Portogallo | 11       | 14            | Benfica (3)Oliveirense (2) Sporting CP (2) Porto (2) Barcelos (1) Valongo (1) | Sporting CP (5) Porto (4) Barcelos (2) Oliveirense (1) Paço de Arcos (1) Sanjoanense (1)                                                        |
| Italia     | 0        | 9             |                                                                               | Roller Monza (3) Follonica (2) AFP Giovinazzo (1) Amatori Lodi (1) Bassano (1) Trissino (1)                                                     |

### Titolo più recente
- Oliveirense: 2024
- Porto: 2024
- Valongo: 2022
- Sporting CP: 2021
- Barcellona: 2018
- Benfica: 2016
- Noia: 2014
- Liceo La Coruña: 2012
- Reus Deportiu: 2009
- Igualada: 1999
- Barcelos: 1991

### Titoli consecutivi
6 titoli consecutivi
- Barcellona (1980, 1981, 1982, 1983, 1984, 1985)

5 titoli consecutivi
- Barcellona (2004, 2005, 2006, 2007, 2008)

3 titoli consecutivi
- Igualada (1993, 1994, 1995)
- Barcellona (2000, 2001, 2002)

2 titoli consecutivi
- Liceo La Coruña (1987, 1988)
- Igualada (1998, 1999)

### Sedi delle final four per nazione
| Nazione    | Numero finali | Stadi e anni                                                            |
| ---------- | ------------- | ----------------------------------------------------------------------- |
| Italia     | 2             | Viareggio - PalaBarsacchi: 2018 Follonica - Pista Armeni: 2022          |
| Portogallo | 2             | Barcelos - Pavilhão Municipal: 2019 Lisbona - Pavilhão João Rocha: 2020 |